# Заверталюк Нінель Іванівна
Ніне́ль Іва́нівна Заверталю́к (нар. 9 березня 1933 року, Умань) — вчена-літературознавець, доктор філологічних наук (1993), професор (1995). 

## Біографічні дані
Народилася 9 березня 1933 року в Умані.
У 1956 році закінчила Одеський університет. Працювала вчителем. 
З 1965 по 1967 рік працювала викладачем загально-наукового факультету Дніпропетровського університету. У 1967 — Криворізького педінституту. З 1967 року працює у Дніпропетровському університеті: з 1995 — професор кафедри української літератури.

## Наукова робота
Наукові дослідження: українська література 20 сторіччя, зокрема художня публіцистика, взаємозв'язки української літератури з іншими слов'янськими, поетика тексту.
Авторка близько 300 наукових статей, 13 методичних розробок, 10 навчальних посібників. Відповідальний редактор збірника наукових статей «Таїни художнього тексту». Під її керівництвом захистили дисертації 16 кандидатів філологічних наук. Створила наукову школу з актуальних питань сучасного українського літературознавства.

### Основні праці
За ЕСУ:
- Ритм як одна із стильових особливостей роману «Вершники» Ю. Яновського // Проблеми методу, жанру і стилю в укр. літ-рі. — Дн., 1979;
- Сюжетно-композиционные особенности романа М. Стельмаха «Кровь людская – не водица» // Филол. науки. Москва, 1982. — №2;
- Поэзия Христо Ботева в украинских переводах // Соврем. славян. культуры: развитие, взаимодействие, междунар. контекст. — К., 1982;
- Повернення в Україну: література укр. зарубіжжя: навч. посіб. — Дн., 1998. — Ч. 1; 2002. — Ч. 2;
- Символ як поетичний код вираження художнього світобачення в романі «Чотири шаблі» Ю. Яновського // Проблеми сучас. літературознавства. — О., 1999. — Вип. 3;
- Світ у поетичній свідомості шістдесятників // Таїни худож. тексту. — Дн., 2006. — Ч. 5[1].

## Нагороди
- Відмінник народної освіти МРСР (1964);
- Ударник дев'ятої п’ятирічки (1976);
- Орден «Знак пошани» (1976);
- Медаль «Ветеран праці» (1987);
- Відмінник освіти України (1998);
- Грамота НАПН України (2008)[2].